# 李靖飛
李 靖飛（り せいひ、1957年10月13日 - 2022年11月24日）は、中華人民共和国の男優。

## 経歴
1957年10月13日、河北省石家荘市で生まれる。1977年、河北省話劇院に入学した。1986年に映画『破襲戦』でデビュー。1994年、王扶林監督の『三国志演義』では孫彦軍・陸樹銘と共に主演し、張飛を演じて最高の評価を得た。1997年、『孫子 史上最強の兵法』に夫概役で出演。2004年に放送された『血色浪漫』では、錘子役を演じた。
2022年11月24日、河北省石家荘市で病気のため死去した。65歳。

## 映画
| 年度 | 題名   | 役名 | 備考 |
| ---- | ------ | ---- | ---- |
| 1986 | 破襲戦 | 樁子 |      |

## テレビドラマ
| 年度 | 題名                | 役名   | 備考 |
| ---- | ------------------- | ------ | ---- |
| 1994 | 京九情              |        |      |
| 1994 | 三国志演義          | 張飛   |      |
| 1997 | 孫子 史上最強の兵法 | 夫概   |      |
| 1999 | 鳳陽小子朱元璋      |        |      |
| 2004 | 血色浪漫            | 錘子   |      |
| 2007 | 灑満陽光的小院      | 老桂   |      |
| 2007 | 商賈将軍            | 胡大   |      |
| 2008 | 美麗人生            | 張大鵬 |      |
| 2011 | 香山奇縁            | 伯牙豪 |      |